# Telègraf elèctric
El telègraf és un dispositiu de telecomunicació destinat a la transmissió de senyals a distància. El de més ampli ús al llarg del temps ha sigut el telègraf elèctric, encara que també s'han utilitzat telègrafs òptics de diferents formes i modalitats funcionals.

## Història
El primer telègraf elèctric de la història va ser creat pel català Francesc Salvà i Campillo i presentat el 1804. Era una màquina que funcionava amb una pila (acabada d'inventar per Alessandro Volta) i uns cables plens de fils que corresponien a lletres, i que connectaven a l'altra punta amb un receptor electroquímic. Aquest aparell seria millorat per altres inventors, entre els quals destaca Samuel Morse.
Des dels seus inicis Salvà i Campillo estudià la possibilitat de fer arribar el missatge per mitjà de fils de més de 100 metres pel seu carrer, hi hauria tants fils com elements del llenguatge utilitzat tingués. Davant de la possibilitat de l’invent, decidí parlar-ne d’ell en la seva primera memòria l’any 1795 La electricidad ampliada a la telegrafía. En aquesta exposa una proposta de connexió entre la península Ibèrica i les Illes Balears. Planteja un seriós problema sobre els fils conductors que haguessin d’anar per mar, ja que, l’aigua és un bon element conductor de l'electricitat i dissiparia el contingut del missatge. Tanmateix, descriu el procés de la construcció d’aquest nou artefacte, el funcionament del seu ús i els principis que el fonamenten.
L’any 1800 publicà la seva segona memòria, el telègraf abans òptic, passarà a ser definitivament elèctric i afegirà en el seu prototip unes potes de granota que en arribar l'impuls elèctric, es contraurien i, tot seguit, es transcriuria el missatge.
Per acabar, l’inventor descrigué el prototip definitiu del telègraf elèctric en la tercera memòria del 1804, on el principal canvi que patirà l’arquetipus es trobarà en el generador elèctric. Anteriorment, el condensador per acumular l'electricitat estaria fet d’Ampolles Leyden mentre que ara es farà mitjançant piles de volta. 
Salvà també va preveure la comunicació sense fills que aconseguiria més endavant Marconi. El mateix Marconi reconeixeria el mèrit de Salvà el 1901. Tanmateix, la patent del telègraf elèctric de Salvà no fou estrictament acreditada fins a l’any 2019 quan l’IEEE (Institut of Electrical and Electronic Engineers) reconeix la patent a partir de la tercera memòria del 1804 presentada per Antonio Pérez Yuste, un professor de la Universitat Politècnica de Madrid.

## Prototips de telègrafs elèctrics

### Telègraf de Salvà i Campillo
El 1791 el metge i físic Francesc Salvà i Campillo dugué a terme les primeres experiències telegràfiques conegudes al seu habitatge del carrer del Petritxol, on va connectar al voltant de 22 fils, cada un de més de 100 metres, per tota la llargada del carrer, tot establint amb quin llenguatge es codificaria el missatge s'anirien contraient fils que a l'altre banda els impulsos serien desxifrats per elaborar el missatge a rebre.
Més endavant, introduí al prototip, una cuixa de granota que saltava i anava anotant els termes del missatge, innovació introduïda en la segona memòria del científic català.
Per acabar, la gran aportació de Salvà i Campillo fou el canvi del generador d'electricitat, fins aquell moment s'utilitzarien Ampolles Leyden per acumular l'electricitat condensada i, a partir d'aquell moment el català introduiria en el telègraf elèctric les piles de volta.

### Telègraf de Morse (codi de Morse)
Tot i que altres inventors van millorar el telègraf elèctric, el que es faria més famós seria el de Samuel Morse, presentat el 6 de febrer de 1833. Aquest dispositiu estava format per una estació transmissora i una estació receptora enllaçades les dues amb una línia constituïda per un sol fil conductor. En la figura 1 següent es representen de forma molt esquematitzada els elements que componen dues estacions.

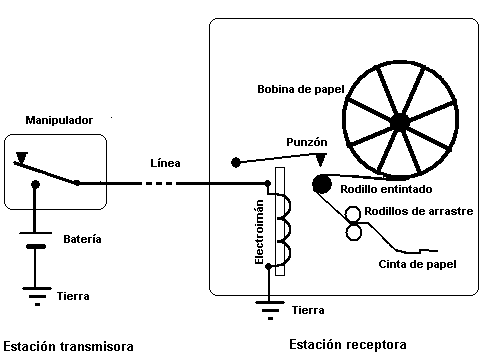
Figura 1: Representació esquemàtica d'una instal·lació telegràfica

El funcionament del conjunt és el següent:
Quan en l'estació transmissora es tanca l'interruptor (manipulador) circula un corrent pel següent circuit: pol positiu, línia, electroimant, terra, pol negatiu, cosa que té com a conseqüència que, activat l'electroimant, sigui atret una peça metàl·lica acabada en un punxó que pressiona una tira de paper, que es desplaça mitjançant uns rodets d'arrossegament, moguts per un mecanisme de rellotgeria, sobre un cilindre impregnat de tinta, de tal forma que, segons la durada de la pulsació de l'interruptor, es traduirà en la impressió d'un punt o d'una ratlla a la tira de paper.
La combinació de punts i ratlles es pot traduir en lletres mitjançant l'ús d'un codi convenient, en la pràctica el més utilitzat durant molts anys ha estat el codi Morse.
El 1838 Wheatstone va construir el primer telègraf elèctric que va funcionar entre Londres i Birmingham. Posteriors millores dels dispositius emissors i traductors han permès la transmissió de missatges de forma més ràpida, sense necessitat de recórrer a la traducció manual del codi, així com l'enviament simultani de més d'una transmissió per la mateixa línia.
Un d'aquests dispositius telegràfics avançats és el teletip, encara en ús en molts ambients,  tant informatius com empresarials, encara que des de la darreria del segle xx és substituït, primer pel telefax i després pel correu electrònic i l'internet.

### Telègraf de Huygens
La necessitat de codificar el text en punts i ratlles per transmetre'l i descodificar-lo abans d'escriure el telegrama va portar al desenvolupament d'altres tipus de telegrafia que realitzar aquestes tasques de forma automàtica. El telègraf de Huygens es basa en dos rodes que contenen tots els símbols o caràcters que es poden transmetre i giren, sincronitzades, a la mateixa velocitat. Llavors, si una roda del transmissor té, diguem-ne, la C a baix, el receptor també. Això permet que, transmetent un pols en el moment adequat, el receptor imprimeixi el caràcter corresponent. Com la velocitat de la transmissió depèn del nombre de símbols disponibles, aquests estan separats en dos bancs (lletres i números), de forma que comparteixen el mateix codi una lletra i un número. Existeixen dos blancs o espais, anomenats "blanc de lletres " i "blanc de números", que a més a més de crear un espai per separar les paraules o els números, indiquen, similar a un piano, amb els caràcters. El telegrafista polsa la tecla adequada i, quan la roda que conté els caràcters està en la posició adequada, l'aparell transmet un pols a la línia. Al receptor, un electroimant colpeja la cinta de paper contra la roda que conté els tipus. Aquestes rodes es mouen mitjançant un mecanisme de rellotgeria, com ara un motor de peses o hidràulic, segons els casos. Al començament del dia s'iniciava un protocol de sincronització, transmetent un missatge dissenyat a tal efecte, La velocitat de transmissió era inferior a la del sistema Morse, i depenia del telegrafista, ja que un d'experimentat era capaç d'enviar diversos caràcters en un sol gir de la roda.

### Telègraf de Baudot
Ve a ser una evolució del de Huygens. Es basa en la codificació dels caràcters, no en la posició d'un únic pols, sinó en cinc clots o intervals de temps en els quals es podia transmetre un pols o no. Així tenia un codi binari de cinc bits que permetia transmetre 31 caràcters, a més de l'estat de repòs o "no transmet". També utilitza dos bancs de caràcters, amb el seu blanc de lletres i blanc de xifres corresponents. És molt més ràpid que el telègraf de Huygens, ja que a més de necessitar tan sols 5 slots enfront a una per caràcter, Baudot va refinar els circuits magnètics dels electroimants, reduint en la mesura del possible les autoinduccions paràsites, el que permetia utilitzar un impuls més curt.

## Altres
Així mateix, amb l'ús de la denominada telegrafia harmònica, es pot utilitzar un circuit telefònic per a l'enviament de múltiples comunicacions telegràfiques simultànies, amb la utilització de tons de diferent freqüència en la banda vocal.